# شاوشتاتار

الختم الملكي للملك شاوشتاتار

كان شاوشتاتار (بالإنجليزية: Shaushtatar)‏ (وتكتب أيضًا ك(بالإنجليزية: Šauštatar)‏) ملكًا لمملكة ميتاني الحورية في بلاد الرافدين القرن الخامس عشر قبل الميلاد.

## غزو بلاد آشور
كان شاوشتاتار نجل الملك بارشاتاتار. بحلول الوقت الذي اعتلى فيه العرش حوالي القرن الخامس عشر قبل الميلاد، قام والده بتثبيت ملوك تابعين حوريين في عدد من المدن، مما سهل على شاوشتاتار جعل ميتاني قوة في بلاد الرافدين. تحرر شاوشتاتار من التهديد المستمر الذي تتعرض له ميتاني من المصريين، ووجه انتباهه نحو آشور. غزا آشور ونهب ونهب عاصمتها آشور.

## معارك لاحقة
بعد غزوه لآشور، حول شاوشتاتار جيشه غربًا عبر نهر الفرات، وقام ببسط نفوذه على جميع الولايات السورية الشمالية على طول الطريق حيث وصل جيشه إلى ساحل البحر الأبيض المتوسط. ونجح في توسيع حدود ميتاني لتشمل مناطق ألالاخ ونوزي وآشور وكيزواتنا. كان الملك يتطلع إلى توسيع سلطة ميتاني جنوبا ربما في فلسطين. ولكن، كان لا يزال جزء كبير من جنوب سوريا يقع تحت دائرة النفوذ المصري، والتي لطالما شكلت تهديدًا لميتاني.
كانت الحرب مع مصر نتيجة لتوسع شاوشتاتار في فلسطين. على الرغم من ميزة ميتاني بأن فلسطين كان بها عدد كبير من السكان الحوريين في ذلك الوقت، كان من الصعب الفوز بالحرب. لكن أثناء مراحل التخطيط، مات شاوشتاتار ، وتفاوض ابنه الملك أرتاتاما الأول مع الفرعون أمنحتب الثاني على التحالف.